# Voyage to India
Voyage to India è il secondo album discografico in studio della cantante statunitense India.Arie, pubblicato nel 2002. 

## Tracce
1. Growth – 1:04
2. Little Things – 3:28
3. Talk To Her – 5:10
4. Slow Down – 3:57
5. The Truth – 3:26
6. Beautiful Surprise – 2:28
7. Healing – 0:55
8. Get It Together – 4:54
9. Headed In The Right Direction – 3:29
10. Can I Walk With You – 3:50
11. The One – 3:21
12. Complicated Melody – 3:12
13. Gratitude – 1:05
14. Good Man – 3:32
15. God Is Real – 4:18

1. Interested – 4:06

## Premi
- Grammy Awards 2003 - Grammy Award al miglior album R&B

## Classifiche
| Classifiche (2002)                    | Posizione raggiunta |
| ------------------------------------- | ------------------- |
| Canada                                | 12                  |
| Olanda                                | 47                  |
| Italia                                | 47                  |
| Regno Unito                           | 82                  |
| Stati Uniti                           | 6                   |
| U.S. Billboard Top R&B/Hip-Hop Albums | 1                   |
| U.S. Billboard Internet Albums        | 6                   |

## Certificazioni e vendite
| Paese       | Azienda | Certificazione   | Vendite    |
| ----------- | ------- | ---------------- | ---------- |
| Canada      | CRIA    | disco d'oro      | >50.000    |
| Stati Uniti | RIAA    | disco di platino | >1.000.000 |